# Antonia Ferrín Moreiras
Antonia Ferrín Moreiras (Orense, 13 de mayo de 1914 - Santiago de Compostela, 6 de agosto de 2009) fue una matemática, profesora y la primera astrónoma gallega. Principalmente, contribuyó a la astronomía con trabajos sobre ocultaciones estelares por la Luna, medidas de estrellas dobles y medidas astrométricas, así como con la determinación de pasos por dos verticales, unas investigaciones que realizó mientras trabajaba en el Observatorio de Santiago.
Antes de la Guerra Civil, obtuvo las licenciaturas de Química y de Farmacia en la Universidad de Santiago de Compostela (USC), consiguió el título de Maestra Nacional y, durante dos años, estudió Ciencias Exactas, que era el nombre que recibía por aquel entonces la carrera de Matemáticas. Pudo concluir la carrera de Matemáticas años más tarde en la Universidad Central de Madrid, ahora Complutense.
En 1963 se convirtió en la primera mujer española que defendió una tesis sobre astronomía: Observaciones de pasos por dos verticales. Esta misma tesis también fue la primera que se defendió en la Facultad de Matemáticas de la USC.
Su vida destaca, además de por sus logros académicos y laborales, por haber sabido compaginar su vida profesional con la estudiantil, algo que debía hacer por razones económicas, aunque recibió numerosas becas que también le ayudaron a alcanzar sus objetivos.

## Biografía

### Infancia
Antonia Ferrín Moreiras nació en Ourense el 13 de mayo de 1914, en el seno de una familia con pocos recursos. El padre, un profesor de Matemáticas, quería que sus cuatro hijas, Antonia, Celsa, María y Pastora, pudieran tener estudios superiores, a pesar de las convenciones de la época y de la situación económica de la familia. Por esta razón, en 1920, cuando Ferrín tenía seis años, se trasladaron a Santiago de Compostela.
Ferrín empezó a ir al colegio con siete años y con tan solo nueve años ya estaba preparada para entrar en el instituto. Cursó el Bachillerato de ciencias en el Instituto General y Técnico de Santiago de Compostela y, posteriormente, estudió el Bachillerato universitario en el Instituto Nacional de Secundaria junto con doce niñas más.

### Estudios superiores y vida profesional
En 1930, comenzó sus estudios superiores en la Facultad de Ciencias de la USC, en la que por aquel entonces solo se ofertaba la especialidad de Química. Aunque su padre trabajaba en la Facultad de Farmacia, sus ingresos no eran suficientes:
"[...]un producto medio de 2.500 pesetas, únicos recursos con que cuenta para cubrir las necesidades de la familia"
Tal y como lo reflejaba el expediente de Ferrín, esta situación favoreció que tuviera la matrícula gratuita y que se le concedieran becas, gracias a las que, en la época de la II República (concretamente, en 1935), Ferrín pudo licenciarse en Química y conseguir el título de Maestra Nacional.
Justo después de terminar la carrera, Ferrín comenzó a trabajar, aunque sus primeros trabajos no estaban remunerados: desde 1934 hasta 1936 trabajó como profesora ayudante en prácticas de las asignaturas de Física y Matemáticas de la Facultad de Ciencias y como ayudante interina en el Departamento de Ciencias del Instituto Arcebispo Xelmírez de Santiago. Al mismo tiempo, estudiaba la carrera de Farmacia y realizaba los únicos cursos de ciencias exactas que ofrecía la USC. En 1937, se incorporó como profesora de Matemáticas en la escuela para niñas huérfanas Nuestra Señora de los Remedios en la que trabajó hasta 1948.
En 1937, después del estallido de la Guerra Civil, la sancionaron por su ideología política y le abrieron un expediente de depuración por una denuncia anónima. Por esta razón fue sancionada y apartada de la docencia en la Universidad junto con 45 profesores más, entre ellos: Enrique Rajoy Leloup, Fernando Calvet, Isidro Parga Pondal o Francisco Fernández del Riego. Sin embargo, en 1940, consiguió que revisaran su causa, por lo que cancelaron la pena y pudo volver a ejercer. De esta forma, retomó las clases en la Facultad de Ciencias, pero no en el instituto, aunque en varias ocasiones volvió a impartir algunas clases hasta 1961.
Durante el curso académico 1939-1940, completó las asignaturas que necesitaba para licenciarse en Farmacia. En esta época conoció al profesor D. Enrique Vidal Abascal, para quien trabajó como profesora asistente y, después, como profesora adjunta. El profesor le presentó a Ramón María Aller, director y fundador del Observatorio Astronómico de la USC y la persona que la introdujo en el mundo de la astronomía, lo que hizo que se convirtiera en la primera astrónoma gallega. En el Observatorio, Ferrín pudo conocer el uso de instrumentos como el anteojos de pasos o el telescopio refractor de doce centímetros, con los que llevó a cabo tanto ocultaciones de estrellas por la luna, como pasos de estrellas por dos verticales o medidas micrométricas de estrellas dobles. Los resultados que arrojaron estas investigaciones fueron publicados en la revista española de astronomía Urania. De esta época, Ferrín recordaba el frío que pasaba en el Observatorio mientras investigaba. Esto se debía a que nunca llevaba pantalones, puesto que era una prenda que 

"no se consideraba femenina y que solamente las actrices de cine más atrevidas osaban lucir en la gran pantalla"

En 1950, consiguió una beca del Consejo Superior de Investigaciones Científicas para realizar investigaciones en el Observatorio Astronómico de Santiago. Dos años más tarde, esta beca se convirtió en un contrato de asistente de investigación. Por otra parte, también en 1950, consiguió licenciarse en Matemáticas en la Universidad Central de Madrid estudiando como alumna libre los últimos tres años de carrera.
En 1953, Ferrín aprobó las oposiciones para profesor titular de Matemáticas en la Escuela Normal de Magisterio de Santander, aunque dos años más tarde se trasladó a la escuela para niñas Isabel la Católica en Santiago.
Entre 1954 y 1956 consiguió el doctorado en Astronomía en Madrid. Mientras tanto, Ferrín apoyó al profesor Vidal Abascal para impulsar la creación de la licenciatura de Matemáticas en la Facultad de Ciencias de la USC, que se consiguió en 1957. Ferrín se convirtió en la primera mujer profesora de esta Facultad. Durante esa época, continuó con sus investigaciones bajo la dirección de Ramón María Aller. Probablemente, su mayor recompensa fuera la tesis que defendió en 1963 dirigida por Aller, que por aquel entonces tenía más de ochenta años, ya que fue la primera que se leyó en la Facultad de Matemáticas de la USC y la primera que trataba de astronomía defendida por una mujer en España.
Ese mismo año, fue nombrada catedrática numeraria de matemáticas en la escuela de magisterio Santa María en Madrid, trabajó como profesora de Matemáticas en Medicina durante dos años e impartió clases de Astronomía y Mecánica Celeste. Por otra parte, desempeñó cargos directivos y formó parte de los tribunales de oposición. Además, participó en los primeros encuentros internacionales de Matemáticas que se llevaron a cabo en España.
Trabajó como profesora adjunta de diferentes cátedras a lo largo de su vida, como la de Estadística que ocupaba el profesor Sixto Ríos o la de Astronomía de la Facultad de Matemáticas, que pertenecía al profesor José María Torroja Menéndez. Este último formó parte del tribunal de tesis de Ferrín.
A pesar de su gran carrera profesional, el hecho de ser mujer dificultó sus aspiraciones en algunas ocasiones, como por ejemplo, cuando Ramón María Aller enfermó en 1964. La única forma de que continuase su cátedra de Astronomía en el Observatorio era que se encontrara un sustituto y, aunque la doctora Ferrín se presentó a la oposición, fue excluida. No obstante, tras una queja, fue admitida como aspirante, pero la cátedra quedó declarada desierta y el Observatorio decayó durante años.
Ferrín se jubiló en 1984.

## Honores
En 2018 fue incluida en la Tabla Periódica de las Científicas.
El 24 de mayo de 2008 fue nombrada madrina del 50.º aniversario de la Facultad de Matemáticas de la USC.

### Epónimos
- Aula de la Facultad de Matemáticas de la USC.
- Premio de creación de materiales y recursos docentes con perspectiva de género de la Universidad de Vigo.[13]